# Pablo Morales
Pablo Morales (Estados Unidos, 5 de diciembre de 1964) es un nadador estadounidense retirado especializado en pruebas de estilo mariposa, donde consiguió ser campeón olímpico en 1992 en los 100 metros.

## Carrera deportiva
En los JJ. OO. de Los Ángeles 1984 ganó tres medallas: oro en relevos 4 x 100 metros estilos, plata en 100 metros mariposa y otra plata en 200 metros estilos.
Ochoa años después, en los Juegos Olímpicos de Barcelona 1992 ganó la medalla de oro en los 100 metros mariposa, con un tiempo de 53.32 segundos, y otro oro en los 4 x 100 metros estilos, por delante del Equipo Unificado y Canadá.